# تايلس أوف سمفونيا
تايلس أوف سمفونيا (بالإنجليزية: Tales of Symphonia)‏ وفي (باليابانية: テイルズ オブ シンフォニア) هي لعبة فيديو تقمص أدوار يابانية تم إنتاجها في سنة 2003 وهي من تطوير وإنتاج شركة نامكو وهي الإصدار الخامس من سلسلة ألعاب تايلس التي بدأت في سنة 1995، في يوم 23 أغسطس 2003 تم طرحها للبيع في اليابان و13 يوليو 2004 تم طرحها للبيع في أمريكا الشمالية وفي 19 نوفمبر من نفس السنة في أوروبا، وفي تم طرح اللعبة على أجهزة بلاي ستيشن 2 وبلاي ستيشن 3 ومايكروسوفت ويندوز ونينتندو جيم كيوب.